# Kino i wyobraźnia
Kino i wyobraźnia (fr. Le Cinéma ou l’Homme imaginaire) – praca francuskiego filozofa Edgara Morina z 1956. Jest najbardziej znaną pracą autora.
Książka stanowi pracę o kinie i sztuce filmowej w ujęciu antropologicznym. Morin zdefiniował w niej i opisał kino jako strukturę magiczną, która realizuje marzenie człowieka o możliwej materializacji swojego sobowtóra (widma). Autor porusza się głównie w materii kina dawnego, kiedy fascynacja obrazami filmowymi była świeża. Sam Morin napisał we wstępie, że chce przebadać kino, uchwycić je jako całość w jego ludzkim wymiarze. Zdefiniował to jako główny cel pracy, która jest według niego próbą zanalizowania zjawisk zgodnie z założeniami antropologii genetycznej, metody, nad którą ciąży zarzut abstrakcyjności.
Autor przy pracy korzystał z pomocy Narodowego Ośrodka Badań Naukowych i Ośrodka Badań Socjologicznych. Uzyskał wsparcie m.in. od scenarzystki Suzanne Schiffman, antropogeografa Maximiliena Sorre’a, filozofa Étienne’a Souriau i socjologa Georges’a Friedmanna, któremu książka została zadedykowana.